# La Vraie Joie
La Vraie Joie est un roman de Philippe Hermann publié le 25 août 1999 aux éditions Belfond et ayant reçu le prix des Deux Magots l'année suivante.

## Éditions
- La Vraie Joie, éditions Belfond, 1999  (ISBN 2-7144-3674-9).